# Henry A. Barrows
Pour les articles homonymes, voir Barrows.
Henry Arthur Barrows, né le 29 avril 1875 à Saco (Maine) et mort le 25 mars 1945 à Los Angeles (Californie) est un acteur américain, présent dans des films de 1913 à 1936.
Il est crédité dans certains films Harry Barrows ou Harry A. Burrows.

## Biographie
Henry Arthur Barrows est inhumé au cimetière national de Los Angeles (en). Il est le père de l’acteur George Barrows (en).

## Filmographie partielle
- 1916 : The Man from Bitter Roots d'Oscar Apfel : T. Victor Sprudell
- 1916 : The Fires of Conscience d'Oscar Apfel
- 1917 : Une flétrissure (On Record) de Robert Z. Leonard : Martin Ingleton
- 1917 : Rayon d'or (Charity Castle) de Lloyd Ingraham : Simon Durand
- 1917 : The Bride's Silence de Henry King : Nathan Standish
- 1917 : The Silent Lie de Raoul Walsh : le prêtre
- 1918 : Hobbs in a Hurry de Henry King : J. Warren Hobbs Sr.
- 1918 : Quicksand (en) de Victor Schertzinger
- 1918 : The Kaiser, the Beast of Berlin de Rupert Julian
- 1919 : The Lion Man (en) d'Albert Russell : Enright
- 1922 : Une idylle dans le métro (The Wise Kid) de Tod Browning : Jefferson Southwick
- 1922 : La Crise du logement (Rent Free) de Howard Higgin
- 1922 : The Man from Downing Street d'Edward José : Maj. Barnham
- 1922 : L'Audace et l'Habit (A Tailor-Made Man) de Joseph De Grasse
- 1923 : La Terre a tremblé (The Shock) de Lambert Hillyer : John Cooper, Sr.
- 1923 : Le Petit Prince (Long Live the King) de Victor Schertzinger
- 1924 : The Marriage Cheat de John Griffith Wray
- 1924 : Échéance tragique (Betweed Friends) de James Stuart Blackton
- 1925 : Cobra de Joseph Henabery
- 1925 : Big Pal de John G. Adolfi
- 1926 : Oh What a Nurse! de Charles Reisner
- 1926 : Une riche veuve (Footloose Widows) de Roy Del Ruth
- 1926 : L'habit fait le moine de William A. Seiter
- 1927 : The Return of the Riddle Rider (en) de Robert Hill : le sénateur McCormack
- 1928 : Burning Bridges (en) de James Patrick Hogan : Ed Wilson
- 1928 : A Perfect Gentleman de Clyde Bruckman
- 1931 : Guilty Hands de W. S. Van Dyke : Harvey Scott